# Изобарический розлив

Устройство изобарического розлив, установленное на пивной колонне

Ряд устройств изобарического розлива в точке розничной торговли пивом

Изобари́ческий ро́злив — способ розлива жидкостей, насыщенных углекислотой, из ёмкостей под давлением. При этом углекислота из баллона заполняет ёмкость, в которую наливается жидкость, вытесняя из неё воздух и создавая давление, равное давлению в ёмкости, из которой происходит розлив жидкости. Ёмкость заполняется быстро и с сохранением всех качественных характеристик жидкости. После этого давление в бутылке плавно снижается до атмосферного. Изобарический розлив предназначен для розлива газированных напитков: от игристых вин до пива и от минеральных вод до газированных безалкогольных напитков. В то же время он подходит для розлива негазированных напитков как в стеклянные, так и в ПЭТ-бутылки.